# Josep Grau
Josep Grau (s.XVII - .XVIII), Doctor en derecho y procurador, fue el 118.º diputado eclesiástico de la Diputación del General del Principado de Cataluña entre los años 1706 y 1707, durante la Guerra de Sucesión. Era el decano del capítulo de la sede de Solsona.
Su nombramiento como diputado preeminente se produjo el 18 de noviembre de 1706, catorce meses después de morir en el Asedio de Barcelona su antecesor, Francesc de Valls i Freixa.
Tuvo un mandato de transición de solo medio año, hasta la siguiente elección. En este periodo se vive una cierta situación de calma en el conflicto bélico. Se había levantado el Asedio de Barcelona el 11 de mayo de 1706, las tropas aliadas del Archiduque Carlos de Austria avanzan hacia Zaragoza y Madrid, donde se entronizó al archiduque como rey de Castilla. Finalmente, la pérdida de la batalla de Almansa no será hasta el 25 de abril de 1707, unos meses antes de producirse el relevo regular del trienio.
| Predecesor: Francesc de Valls i Freixa | Diputado Eclesiástico de la Diputación del General del Principado de Cataluña 1706–1707 | Sucesor: Manuel de Copons i d'Esquerrer |